# Petra Rossner
Petra Rossner (nascida em 14 de novembro de 1966) é uma ex-ciclista alemã, que ganhou a medalha de ouro em 3 km perseguição individual do ciclismo de pista nos Jogos Olímpicos de Barcelona 1992. Na mesma modalidade, Rossner venceu o Campeonato Mundial de 1991 e terminou em segundo da edição de 1989.
Competindo no ciclismo de estrada, Rossner venceu a Copa do Mundo em 2002. Terminou em segundo em 2004, e terminou em terceiro em 1998 no Giro d'Italia Femminile. Ela venceu sete vezes do Liberty Classic — ganhando o evento em 1996, 1998, 1999, 2000, 2001, 2002 e 2004.
Rossner retirou-se do mundo ciclismo após a temporada de 2004.

## Vida privada

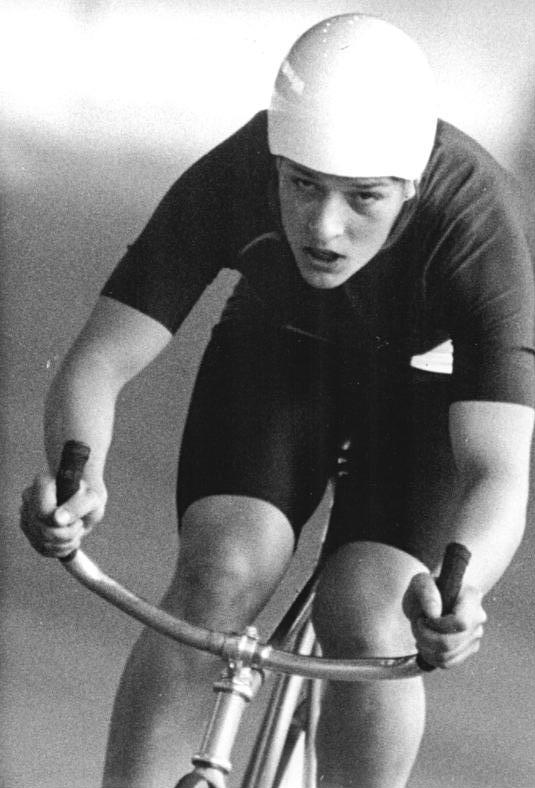
Petra Rossner em Leipzig (17 de junho de 1987)

A partir de 1996, Rossner estava morando em sua terra natal, Leipzig, com sua companheira Judith Arndt.